# Happy Nation
Happy Nation – debiutancki album szwedzkiego zespołu Ace of Base, wydany początkowo 16 listopada 1992 w Danii przez wytwórnie Mega Records. Podczas nagrywania materiału członkowie zespołu byli pod silnym wpływem jamajskiej grupy, rezydującej w pobliżu ich studia. W 1995 krążek trafił na listę rekordów księgi Guinnessa jako najlepiej sprzedający się debiutancki album w historii muzyki z 19 mln sprzedanych egzemplarzy. Znalazł się na szczycie listy przebojów w 11 krajach, a liczba sprzedanych egzemplarzy do 2007 wyniosła 25 mln, z czego 9 w samych Stanach Zjednoczonych.
Płyta została ponownie wydana w rozszerzonej wersji w Europie (25 września 1993) jako Happy Nation U.S. Version, oraz w Ameryce Północnej (23 listopada 1993) jako The Sign.
Kilka singli pochodzących z płyty („The Sign”, „All That She Wants” oraz „Don’t Turn Around”) znalazło się na pierwszym miejscu list przebojów w Stanach Zjednoczonych i w Europie.

## Lista utworów

### Pierwsze wydanie
1. "Voulez-Vous Danser" (Jonas Berggren, Ulf Ekberg) – 3:22
2. "All That She Wants" (Jonas "Joker" Berggren; Ulf "Buddha" Ekberg) – 3:32
3. "Münchhausen (Just Chaos)" (Jonas "Joker" Berggren) – 3:27
4. "Happy Nation [Faded Edit]" (Jonas "Joker" Berggren; Ulf "Buddha" Ekberg) – 4:14
5. "Waiting for Magic" (Jonas Berggren, Ulf Ekberg) – 5:21
6. "Fashion Party" (Jonas "Joker" Berggren) – 4:11
7. "Wheel of Fortune" (Jonas Berggren, Ulf Ekberg) – 3:50
8. "Dancer In A Daydream" (Jonas "Joker" Berggren) – 3:39
9. "My Mind" [Mindless Mix] (Jonas Berggren, Ulf Ekberg) – 4:10
10. "Wheel of Fortune" [Original Club Mix] (Jonas Berggren, Ulf Ekberg) – 4:01
11. "Dimension Of Depth" [Instrumental] (Jonas "Joker" Berggren) 1:45
12. "Young And Proud" (Jonas Berggren, Ulf Ekberg) – 3:56
13. "All That She Wants" [Banghra Version] (Jonas "Joker" Berggren; Ulf "Buddha" Ekberg) – 4:16

### Wydanie U.S. Version
1. "All That She Wants" (Jonas "Joker" Berggren; Ulf "Buddha" Ekberg) 3:30
2. "Don’t Turn Around" (Albert Hammond; Diane Warren) 3:51
3. "Young And Proud" (Jonas Berggren, Ulf Ekberg) 3:54
4. "The Sign" (Jonas "Joker" Berggren) 3:09
5. "Living In Danger" (Jonas "Joker" Berggren; Ulf "Buddha" Ekberg) 3:44
6. "Voulez-Vous Danser" [New Version] (Jonas Berggren, Ulf Ekberg) 3:21
7. "Happy Nation [Faded Edit]" (Jonas "Joker" Berggren; Ulf "Buddha" Ekberg) 4:10
8. "Hear Me Calling" (Ulf "Buddha" Ekberg) 3:52
9. "Waiting for Magic" [Total Remix 7"] (Jonas Berggren, Ulf Ekberg) 3:49
10. "Fashion Party" (Jonas "Joker" Berggren) 4:11
11. "Wheel of Fortune" (Jonas Berggren, Ulf Ekberg) 3:54
12. "Dancer In A Daydream" (Jonas "Joker" Berggren) 3:39
13. "My Mind" [Mindless Mix] (Jonas Berggren, Ulf Ekberg) 4:10
14. "All That She Wants" [Banghra Version] (Jonas "Joker" Berggren; Ulf "Buddha" Ekberg) 4:14
15. "Happy Nation" [Remix] (Jonas "Joker" Berggren; Ulf "Buddha" Ekberg) 3:44

### Wydanie The Sign
1. "All That She Wants" (Jonas "Joker" Berggren; Ulf "Buddha" Ekberg) 3:44
2. "Don’t Turn Around" (Albert Hammond; Diane Warren) 3:51
3. "Young And Proud" (Jonas Berggren, Ulf Ekberg) 3:56
4. "The Sign" (Jonas "Joker" Berggren) 3:12
5. "Living In Danger" (Jonas "Joker" Berggren; Ulf "Buddha" Ekberg) 3:43
6. "Dancer In A Daydream" (Jonas "Joker" Berggren; Ulf "Buddha" Ekberg) 3:39
7. "Wheel Of Fortune" (Jonas Berggren, Ulf Ekberg) 3:54
8. "Waiting For Magic" [Total Remix 7"] (Jonas Berggren, Ulf Ekberg) 3:53
9. "Happy Nation" (Jonas Berggren, Ulf Ekberg) 4:16
10. "Voulez-Vous Danser" [New Version] (Jonas Berggren, Ulf Ekberg) 3:20
11. "My Mind" [Mindless Mix] (Jonas Berggren, Ulf Ekberg) 4:16
12. "All That She Wants" [Banghra Version] (Jonas Berggren, Ulf Ekberg) 4:14

## Single

### Z Happy Nation
- Wheel of Fortune (Europa)
- All That She Wants (cały świat)
- Happy Nation (Europa)
- Waiting for Magic (Skandynawia)

### Z Happy Nation U.S. version i The Sign
- All That She Wants (cały świat)
- The Sign (cały świat)
- Don’t Turn Around (cały świat)
- Living in Danger (cały świat)
- Happy Nation (Australia, Wielka Brytania, Niemcy)

## Notowania
| Notowanie                      | Pozycja |
| ------------------------------ | ------- |
| Austrian Albums Chart          | 3       |
| Danish Albums Chart            | 1       |
| Dutch Albums Chart             | 2       |
| French Albums Chart            | 1       |
| German Albums Chart            | 1       |
| Greek Albums Chart             | 1       |
| Hungarian Albums Chart         | 1       |
| Israeli Albums Chart           | 1       |
| New Zealand RIANZ Albums Chart | 1       |
| Norwegian Albums Chart         | 1       |
| Portuguese Albums Chart        | 1       |
| Spanish Albums Chart           | 5       |
| Swiss Albums Chart             | 2       |
| Swedish Albums Chart           | 3       |
| UK Albums Chart                | 1       |
| US Billboard 200               | 1       |